# Popiszki (sielsowiet Ryteń)
Popiszki (biał. Попішкі, Popiszki; ros. Попишки, Popiszki) – wieś na Białorusi, w obwodzie grodzieńskim, w rejonie ostrowieckim, w sielsowiecie Ryteń.

## Historia
Pod zaborami i w II Rzeczypospolitej wieś. W XIX i w początkach XX w. położone były w Rosji, w guberni wileńskiej, w powiecie zawilejskim/święciańskim, w gminie Aleksandrowo. W 1905 roku wieś liczyła 58 mieszkańców, 70 dziesięcin.
Po I wojnie światowej pod administracją polską, w Zarządzie Cywilnym Ziem Wschodnich. W latach 1920–1922 w składzie Litwy Środkowej.
Od 11 kwietnia 1922 wieś leżała w Polsce, w województwie wileńskim, w powiecie święciańskim, do 11 kwietnia 1929 w gminie Aleksandrowo/Żukojnie, następnie w gminie Kiemieliszki.
W 1931 w 12 domach zamieszkiwało 65 osób.
Miejscowość należała do parafii rzymskokatolickiej w Świrankach. Podlegała pod Sąd Grodzki w Święcianach i Okręgowy w Wilnie; właściwy urząd pocztowy mieścił się w Kiemieliszkach.
Po II wojnie światowej w granicach Związku Sowieckiego. Od 1991 w niepodległej Białorusi.